# Photedes duponchellii
Photedes duponchellii là một loài bướm đêm trong họ Noctuidae.